# Johanna Heldin
Johanna Heldin, född 20 augusti 1994 i Uppsala, är en svensk curlingspelare som representerar det svenska landslaget.

## Biografi
Johanna Heldin är uttagen i lag Hasselborg där hon oftast medverkar som reserv. Hon tog silver i världsmästerskapen år 2019 och har tagit två guld i europamästerskapen. Vid olympiska vinterspelen 2022 tog hon brons i lagtävlingen.